# Un air de liberté
Un air de liberté est une chanson de Jean Ferrat, écrite et interprétée en 1975. Elle est incluse dans l'album La femme est l'avenir de l'homme.

## Contexte
Avec Un air de liberté, Jean Ferrat interpelle l'écrivain Jean d'Ormesson alors directeur du Figaro, en réaction à un article qu'il a écrit et fait paraître le 2 mai 1975, dans lequel on peut lire : 

« Seulement sur tous les excès et sur toutes les bavures soufflait encore un air de liberté. Une liberté viciée, sans doute, mais une liberté. »

— Jean d'Ormesson, Le Figaro, 2 mai 1975
Ferrat réagit à cet article en s'appuyant sur ses souvenirs de la guerre du Vietnam.

## Message de la chanson
La source pour l'ensemble de cette section est, sauf mention contraire, l'article de Claude Askolovitch publié dans Slate et intitulé « L'histoire de la chanson censurée de Jean Ferrat contre un édito de Jean d'Ormesson » 
Ferrat dénonce en bloc les guerres coloniales, en particulier la guerre d'Indochine, que selon Jean Ferrat, l'écrivain Jean d'Ormesson approuve par ses écrits. Il affirme tout autant son opposition à la guerre du Viêt Nam :
« Les guerres du mensonge les guerres coloniales - C'est vous et vos pareils qui en êtes tuteurs - Quand vous les approuviez à longueur de journal - Votre plume signait trente années de malheur »
De la guerre d'Indochine, Jean Ferrat évoque la mort de 100 000 Français : 
« Nous disions que la guerre était perdue d'avance - Et cent mille Français allaient mourir en vain »
 

Ferrat évoque aussi le sort fait, selon lui, à ceux qui s'opposèrent au conflit : 
« Allongés sur les rails nous arrêtions les trains - Pour vous et vos pareils nous étions la vermine - Sur qui vos policiers pouvaient taper sans frein - Mais les rues résonnaient de paix en Indochine »
 

À propos de la Guerre du Viêt Nam, en faisant allusion à la Chute de Saïgon, Ferrat s'adresse directement à Jean d'Ormesson dans le refrain : 
« Ah monsieur d'Ormesson - Vous osez déclarer - Qu'un air de liberté - Flottait sur Saïgon - Avant que cette ville s'appelle Ville Ho-Chi-Minh »
(texte de Jean Ferrat, extraits)

## Conflit avec Jean d'Ormesson
Jean Ferrat enregistre avec Jacques Chancel l'émission Jean Ferrat pour un soir sur Antenne 2. Lors de la diffusion de l'émission, le 14 novembre 1975, la chanson Un air de liberté est manquante. La direction de la chaîne, cédant à Jean d'Ormesson qui s'estime diffamé, décide en effet de ne pas la passer (après que ce dernier, par voie d'huissier, eut, en début d'après midi, sommé le directeur de la chaîne Marcel Jullian, de ne pas diffuser Un air de liberté). Ce dernier, en préambule à l'émission, fait une déclaration, précédant celle de Jean Ferrat, dans laquelle il explique pourquoi l'émission est tronquée. Quelques heures avant cette censure, donnant une conférence de presse Jean Ferrat déclarait : « J'ai réagi de façon passionnelle en écrivant cette chanson. Je n'ai rien contre monsieur d'Ormesson, contre l'homme privé. Mais c'est ce qu'il représente, (...) la presse de la grande bourgeoisie qui a toujours soutenu les guerres coloniales, que je vise à travers M. d'Ormesson »,,.
En 1976, Jean d’Ormesson a demandé en vain l’interdiction du titre. Quelques décennies plus tard, il reconnaît apprécier la chanson et l'« immortalisation » qu'elle lui offre.

## Hommages
Le titre de l'album contenant des reprises de chansons de Jean Ferrat, Des airs de liberté, qui est sorti le 2 mars 2015, est inspiré de la chanson.